# Paradise (1984)
Paradise, französischer Titel Paradis, deutscher Festivaltitel Paradies ist ein kanadischer animierter Kurzfilm von Ishu Patel aus dem Jahr 1984.

## Handlung
Eine Amsel fliegt zu einem Sultanspalast und sieht durch das Fenster, wie der Sultan sich an der Schönheit eines Vogels erfreut. Dieser Vogel besitzt ein prächtiges Federkleid, das die Farben zu wechseln scheint, und ist von unvorstellbarer Schönheit. Er fliegt in einem eigenen Raum des Palastes zu ätherischer Musik und wird ansonsten in einem großen, goldenen Käfig gehalten.
Die Amsel fliegt nun durch den Dschungel und sammelt von Blumen die Blütenblätter und von Vögeln Federn. Aus dem Material baut sie sich ein farbenfrohes Federkleid und fliegt so ungeschickt zum Palast zurück. Vor dem Sultan vollführt sie einen linkischen Tanz und wird in einen kleinen Vogelkäfig gesteckt, der außerhalb des Palastes an einem Baum aufgehängt wird. Der Wind trägt den Käfig davon, beim Aufprall geht der Käfig zu Bruch. Als die Amsel aus ihrer Ohnmacht erwacht, erkennt sie, dass der Vogel für seine Schönheit einen hohen Preis bezahlen musste: den Verlust der Freiheit. Sie fliegt nun geläutert durch die Gegend und erfreut sich an den Schönheiten der Natur und ihrer gefiederten Bewohner, darunter einem Pfau und Paradiesvögeln.

## Produktion
Paradise wurde in Mehrfachaufnahmen sowie Cut-Out- und Cel-Animation realisiert. Unter Zuhilfenahme von Hintergrundbeleuchtungen erreichte Patel so Bilder, die die Tiefe von Hologrammen haben.
Während der Szenen des Wundervogels ist das Instrumentalstück Einsamer Hirte zu hören, das James Last geschrieben hat. Der Titel wurde von Gheorghe Zamfir eingespielt.

## Auszeichnungen
Paradise wurde 1985 für einen Oscar in der Kategorie „Bester animierter Kurzfilm“ nominiert, konnte sich jedoch nicht gegen Charade durchsetzen.
Der Film gewann auf der Berlinale 1985 den Silbernen Bären in der Kategorie Kurzfilm. Auf dem Los Angeles International Animation Festival erhielt Paradise den ersten Preis.